# Henri Dupuy de Lôme
Henri Dupuy de Lôme, född 15 oktober 1816, död 1 februari 1885, var en fransk ingenjör.
Dupuy de Lôme gjorde betydande insatser för den franska flottans utveckling under 1800-talet, byggde 1853 det första flytande pansarbatteriet, 1859 det första bepansrade linjeskeppet och konstruerade under Paris belägring 1870-1871 en styrbar luftballong, varmed de första försöken anställdes 1872.